# Орінінське сільське поселення
Орі́нінське сільське поселення (рос. Орининское сельское поселение) — муніципальне утворення у складі Моргауського району Чувашії, Росія. Адміністративний центр — присілок Падаккаси.

## Склад
До складу поселення входять такі населені пункти:
| Населений пункт          | Населення, осіб (2010) |
| ------------------------ | ---------------------- |
| Адабай, присілок         | 218                    |
| Басурмани, присілок      | 96                     |
| Вурманкаси, присілок     | 119                    |
| Ландиші, присілок        | 70                     |
| Лапкаси, присілок        | 61                     |
| Молгачкаси, присілок     | 340                    |
| Орініно, село            | 155                    |
| Падаккаси, присілок      | 206                    |
| Пікікаси, присілок       | 178                    |
| Семенькаси, присілок     | 145                    |
| Сендімір, присілок       | 223                    |
| Сіньял-Орініно, присілок | 112                    |
| Тересі, присілок         | 131                    |
| Чамиші, присілок         | 199                    |